# Kudur-Nahhunte
Kudur-Nahhunte – król Elamu w latach 693–692 p.n.e., syn i następca Halluszu-Inszuszinaka.
Objął tron po śmierci swego ojca,   który został zabity w trakcie rewolty. Wkrótce potem zaatakowany został przez asyryjskiego króla Sennacheryba, który zmusił go do ucieczki w góry. Sennacheryb ruszył za nim w pościg, ale mróz i śnieg zmusiły go do wycofania się. W lipcu 692 roku p.n.e. wybuchła w Elamie kolejna rewolta, w której Kudur-Nahhunte został zamordowany.